# Коман (гора)
Коман (Комин, Комен) — гора в Чивчинских горах (часть Мармарошского массива, Карпаты). Расположена на юге  Верховинского района  Ивано-Франковской области, юго-восточнее села  Буркут.
Высота 1723,6 м (по другим данным — 1721 м). Гора имеет овальную форму, склоны крутые (особенно западные и южные). Вершина и привершинная часть незалесненные.
К юго-востоку расположена гора Команова, на северо-восток — Прилучный. Через вершину проходит украинско-румынская граница.